# Первинна профспілкова організація ГПУ «Львівгазвидобування»
ППО ГПУ «Львівгазвидобування» — первинна профспілкова організація газопромислового управління «Львігазвидобування».

ППО ГПУ «Львівгазвидобування» — є складовою частиною об'єднаної профспілкової організації АТ «Укргазвидобування», «Укрнафтогазпрофспілки» та профспілкового руху в Україні.

## Історія
Профспілкова організація ГПУ «Львівгазвидобування» утворена 16 лютого 1999 року у зв'язку з реорганізацією АТ «Укргазпром», головою був обраний Сухорський Р.О. – головний енергетик підприємства.

У 2001 році головою було обрано Пивоварника М.М.

З 2015 року по теперішній час первинну профспілкову організацію очолює Левтюх Андрій Євгенович.

## Діяльність
Права працівників забезпечуються колективним договором, у якому чітко окреслені положення про оплату і умови праці; житлове і побутове забезпечення працівників, гарантії, пільги та компенсації, що надаються роботодавцем. Зміни та доповнення до колективного договору вносяться спільним рішенням роботодавця та об'єднаного профкому і мають на меті сприяти забезпеченню кращих умов праці, соціального захисту, заохочування та оплати праці працівників, членів їхніх сімей та непрацюючих пенсіонерів. 
Робота профспілкової організації спрямована не тільки на соціально-економічний захист працівників, посилення контролю щодо виконання законодавства про працю та охорону праці, нормативних актів, законодавства України та умов колективного договору, а також на забезпечення спортивно та культурно-масовими заходами. 
Зокрема, ППО ГПУ «Львівгазвидобування» є ініціатором та організатором відкритого турніру з футзалу «Братство Покрови», що проводиться щорічно з 2017 року з нагоди Дня захисника України.

## Чисельність та структура
На час створення у 1999 році чисельність профспілкової організації складала 650 працівників.

Станом на 1 січня 2019 року на обліку ППО стоять 1223 особи.

ППО ГПУ «Львівгазвидобування» — є найчисельнішою складовою частиною об'єднаної профспілкової організації АТ «Укргазвидобування», що представляє Західний регіон України.

У структурі первинної профспілкової організації діють 6 цехових комітетів, які очолюють голови цехкомів на громадських засадах.

## Керівники
- 1999—2001 рр. — Сухорський Роман Онуфрійович;
- 2001—2015 рр. — Пивоварник Микола Михайлович;
- 2015 — по теперішній час — Левтюх Андрій Євгенович.